# Bomba turbomolecular

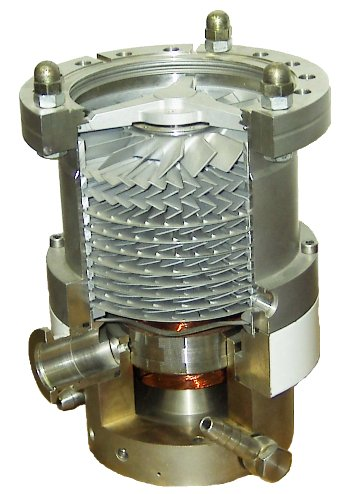
Vista del interior de una bomba turbomolecular.

Una bomba turbomolecular es un tipo de bomba de vacío, con algunas similitudes generales con una turbobomba, que se utiliza para obtener y mantener un  alto vacío. Estas bombas funcionan en base al principio de que es posible transferir momento a las moléculas de gas en una dirección determinada mediante choques sucesivos contra una superficie móvil sólida. En una bomba turbomolecular, el rotor de una turbina que gira a gran velocidad golpea a las moléculas de gas y las impulsa desde la entrada de la bomba hacia su descarga de cara a crear o mantener las condiciones de vacío.

## Historia
La bomba turbomolecular fue inventada en 1958 por W. Becker, basándose en las antiguas bombas de arrastre molecular desarrolladas por Wolfgang Gaede en 1913, por Fernand Holweck en 1923 y por Manne Siegbahn en 1944. La intención del inventor era crear una bomba de vacío libre de hidrocarburos.

## Principios operativos
La mayoría de las bombas turbomoleculares poseen varias etapas, cada una de las cuales consiste de pares de rotor/estator montados en serie. El gas capturado en las primeras etapas es empujado hacia las etapas posteriores y comprimido sucesivamente hasta el nivel de la presión de salida.
Cuando las moléculas de gas penetran por la boca de entrada, el rotor, que posee numerosos álabes en ángulo, golpea las moléculas. De esta manera la energía mecánica de los álabes es transferida a las moléculas de gas. Con este nuevo momento que han adquirido, las moléculas de gas entran en las aberturas de transferencia de gas del estator. El cual las conduce a la próxima etapa donde nuevamente golpean con la superficie del rotor, y este proceso se repite, lo que las conduce finalmente a la boca de salida de la bomba.
Debido al movimiento relativo entre el rotor y el estator, las moléculas preferentemente golpean contra la cara inferior de los álabes. Como la superficie del álabe apunta para abajo, la mayoría de las moléculas después de su impacto saldrán con una dirección de movimiento hacia abajo. La superficie es rugosa, de forma tal que no puede producirse reflexión. Un álabe debe ser grueso y estable para operar a alto vacío y tan delgado como sea posible y ligeramente curvado para conseguir una compresión máxima. Para relaciones de compresión elevadas la boca entre álabes adyacentes del rotor (como se muestra en la imagen) apunta tanto como sea posible en dirección hacia adelante. Para flujos de aire grandes los álabes se ubican a unos 45° de inclinación y comienzan muy próximos al eje.

Esquema de una bomba turbomolecular.

Debido a que la compresión de cada etapa es aproximadamente 10, cada etapa que se encuentra más próxima a la salida es considerablemente más pequeña que las etapas al ingreso a la bomba que le preceden. Esto tiene dos efectos. Una progesión geométrica indicaría que un número infinito de etapas idealmente podrían ubicarse en una longitud determinada de eje. La longitud finita en este caso es la altura fija del alojamiento donde los rodamientos, el motor, y controlador y algunos refrigeradores pueden ser instalados dentro sobre el eje. Radialmente, para maximizar la captación del tenue gas en la entrada, los rotores en la entrada idealmente deberían tener un radio grande, con la correspondiente mayor fuerza centrífuga; los álabes ideales serían cada vez más delgados hacia sus extremos y se suele reforzar los álabes de aluminio con fibra de carbono. Sin embargo, como la velocidad media de los álabes posee un efecto tan pronunciado sobre el bombeo, se suele preferir siempre que sea posible aumentar el diámetro en la raíz del álabe en vez del diámetro del extremo del álabe.
Las bombas turbomoleculares deben funcionar a velocidades muy altas, y el calor producido por fricción impone limitaciones al diseño. Algunas bombas turbomoleculares utilizan rodamientos magnéticos para reducir la fricción y la contaminación por aceite. Debido a que los rodamientos magnéticos y los ciclos de temperatura requieren de un huelgo reducido entre el rotor y el estator, los álabes en las etapas de alta presión se encuentran degenerados para asemejar una única lámina helicoidal. No es posible utilizar condiciones de flujo laminar para bombear, ya que las turbinas laminares no funcionan cuando se las quiere usar para un flujo que es distinto del flujo para el cual fueron diseñadas. Es posible enfriar la bomba para mejorar la compresión, pero no debe permitirse se enfríe al extremo que se condense agua en forma de hielo sobre los álabes.
Cuando se detiene una turbobomba, el aceite del vacío de retroceso puede retroceder a través de la turbobomba y contaminar la cámara. Una forma de prevenir este efecto es introducir un flujo laminar de nitrógeno a través de la bomba. La transición desde las condiciones de vacío al relleno con  nitrógeno y desde una bomba en funcionamiento a una detenida debe ser sincronizada con precisión para evitar tensiones mecánicas en la bomba y una sobrepresión en la salida. Una delgada membrane y una válvula se deben agregar  en el escape para proteger la turbobomba de una contrapresión excesiva (por ejemplo, después de un corte de energía o por fugas en el vacío de respaldo).